# Anna Gerhardt
Anna Gerhardt (Würselen, 17 aprile 1998) è una calciatrice tedesca, centrocampista del Colonia.
È sorella minore di Yannick, anch'esso calciatore professionista che gioca nello stesso ruolo.

## Palmarès

### Club
- Campionato tedesco di seconda divisione: 1

Colonia: 2014-2015

### Nazionale
- Nordic Cup: 1

2014

### Individuale
- Fritz-Walter-Medaille

 Argento 2016
- Team of the tournament di Islanda 2015 (Under-17)